# Maskerade (Lermontow)
Maskerade (russisch Маскарад) ist ein Versdrama in vier Akten von Michail Lermontow. Entstanden um 1835, wurde es 1842 zuerst gedruckt und 1852 uraufgeführt. Aram Chatschaturjan komponierte dazu 1941 eine Bühnenmusik aus der vor allem der Walzer besonders berühmt wurde.

## Inhalt

### Erster Akt
Der junge Fürst Swesditsch verliert Geld beim Pharo, einem Kartenglücksspiel. Allerdings taucht Arbenin auf und gewinnt ihm sein Geld zurück, möchte auch keinen großen Dank dafür. Im Anschluss begeben sich beide zu einem Maskenball. Arbenins souveräner Auftritt beim Spiel hat auch dem verschlagenen Sprich imponiert, er möchte ihn näher kennenlernen.
Auf dem Ball lernt der Fürst eine Maskenträgerin kennen und möchte erfahren, wer sie ist. Doch sie sträubt sich und schenkt ihm nur ein auf dem Maskenball gefundenes, nicht ihr gehöriges, Armband, bevor sie in der Menge verschwindet. Arbenin wird derweil von einer anderen Maske prophezeit: „Несчастье с вами будет в эту ночь.“ („Ein Unglück wird Sie treffen heute nacht.“) Er bringt überdies auch Sprich gegen sich auf, indem er ihn zum besten hält. Sprich schwört Rache.
Als Arbenin kurz vor Mitternacht zu Hause eintrifft, ist seine Frau Nina noch nicht da. Als sie erscheint, unterhalten sich beide über ihre Liebe und Ehe, bis Arbenin plötzlich merkt, dass ihr ein Armband fehlt. So stellt sich heraus, dass auch Nina auf dem Maskenball war. Er schwört ihr, dass, wenn sie ihn betrogen habe, es beider Ende sein würde. Nina schwört ihm, dass dem nicht so sei, doch die Zweifel sind gesät.

### Zweiter Akt
Bei der Baronesse Strahl trifft der Fürst auf Nina, von der er glaubt, dass sie hinter der Maske war, in die er sich verguckt hat. Er verwickelt sie in unzweideutige Gespräche, aber diese blockt empört ab. Dabei war es die Baronesse, die Ninas verlorenes Armband auf dem Ball gefunden hat, wie sie in einem Monolog verrät. Um davon abzulenken, dass auch sie auf dem frivolen Maskenball war, verbreitet sie das Gerücht über das Rendezvous zwischen dem Fürsten und Arbenins Frau. Der sich an Arbenin rächen wollende Sprich hilft ihr beim Spinnen der Intrige und erzählt das Gerücht gleich Kasarin weiter.
Arbenin erreicht ein Brief des Fürsten, der eigentlich an Nina gerichtet ist und in dem steht, dass der Fürst nicht auf sie verzichten möchte. Arbenin macht sich auf den Weg zum Fürsten, dem er vor kurzem noch beim Spiel aus der Patsche geholfen hatte. Er findet ihn schlafend in seinem Haus vor und überlegt, ihn gleich zu ermorden, doch zögert und erkennt: „убийство уж не в моде. / […] / Так!.. в образованном я родился народе; / Язык и золото… вот наш кинжал и яд!“ („Mord ist unmodern, / […] / Ich bin ein Kind der aufgeklärten Zeit! / Und Wort und Gold sind Dolch und Gift der Zeit!“)
Da erscheint die Baronesse verschleiert im Haus des Fürsten. Arbenin reißt ihr den Schleier herunter und ist erstaunt, dass er darunter nicht seine Frau entdeckt. Er hält die Baronesse für eine Kupplerin, die auch seine Frau an den Fürsten vermittelt hat, und verlässt das Haus. Die Baronesse schreit ihm ihr Geständnis nach, dass sie es war, die das Armband dem Fürsten gegeben hat, aber Arbenin hört sie nicht mehr.
Die Baronesse gibt sich dem Fürsten gegenüber als diejenige zu erkennen, mit der er beim Maskenball angebandelt hat. Sie will um jeden Preis die Situation retten. Der Fürst wiederum findet einen Brief Arbenins, der ihn ins Haus von N. einlädt. Der Fürst vermutet, dass er ihn zum Duell auffordern werde, geht aber trotzdem hin. Die Situation eskaliert. Nun möchte der Fürst Arbenin zum Duell fordern, doch dieser lehnt ab und verhöhnt ihn.

### Dritter Akt
Ein weiterer Ball. Als der Fürst erscheint, wenden sich alle von ihm ab, da er durch die Ablehnung des von ihm geforderten Duells ehrlos geworden ist. Er verabschiedet sich.
Arbenin und Nina sind auch zugegen. Sie bittet ihren Mann, ihr etwas Eis zu bringen. Dieser vergiftet die Portion und begibt sich mit Nina nach Hause, wo sie stirbt. Sie beharrt bis zuletzt auf ihrer Unschuld, aber Arbenin hält das nur für Lüge.

### Vierter Akt
Einen Tag nach ihrem Tod liegt Nina aufgebahrt im Haus. Verwandte kommen, sich zu verabschieden. Außerdem treten ein Unbekannter sowie der Fürst auf. Der Unbekannte entpuppt sich als die maskierte Person aus dem ersten Akt, die Arbenin ein Unglück prophezeit hatte. Die Rachemotive des Unbekannten sind persönlicher Natur, er war in jungen Jahren von Arbenin zum Spiel verführt, ruiniert und verspottet worden. Der Fürst hofft endlich auf sein Duell, um seine Ehre wiederzuerlangen, aber Arbenin lässt Züge einer Geisteskrankheit erkennen, was ein Duell verunmöglicht. Während der Fürst sein Schicksal der Ehrlosigkeit bedauert, triumphiert der Unbekannte ob seiner gelungenen Rache auf ganzer Linie.

## Volltext
- das Drama im russischen Original auf Wikisource

## Übersetzung
- Michail Lermontow: Maskerade. Versdrama in vier Akten. In: Ausgewählte Werke in zwei Bänden. Hrsg. von Roland Opitz. Band 2: Prosa und Dramatik. Frankfurt/M.: Insel Verlag 1989. S. 439–530.